# FC 메탈리스트 하르키우

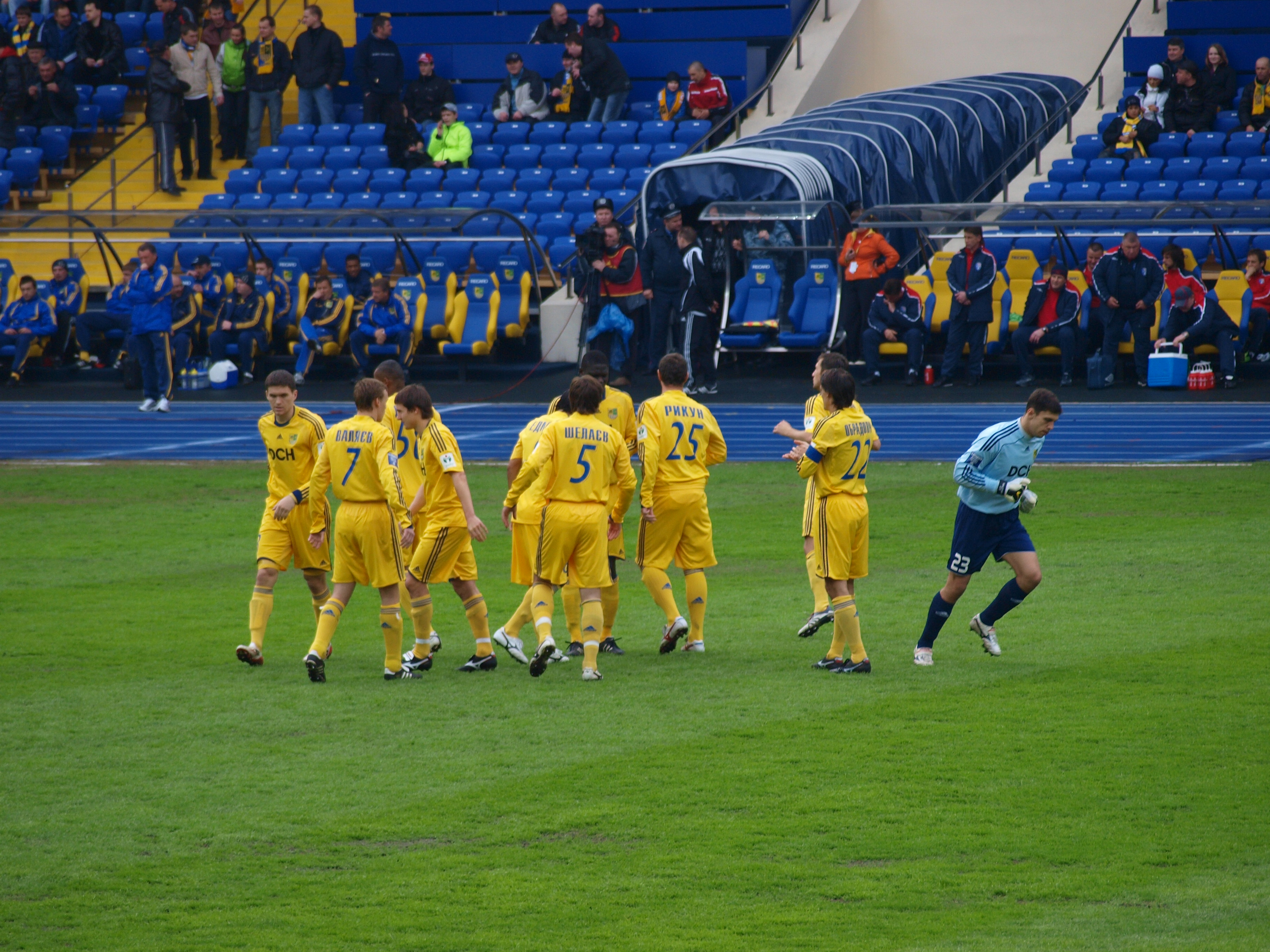

FC 메탈리스트 하르키우(우크라이나어: Металіст Харків, 러시아어: Металлист Харьков)는 우크라이나 북동부의 하르키우를 연고지로 삼은 옛 축구 클럽으로 1925년 창단되었다. 2016년 재정 악화로 인해 해체되었다.

## 역사

### 명칭의 변화
- 1936년 - KhPZ
- 1947년 - Dzerzhinets
- 1956년 - Avangard
- 1965년 - Metallist
- 1992년 - FC Metallist

### 옛 소련
메탈리스트 하르키우는 1925년에 지역 철도 건설 설비 회사가 자금을 지원하여 창단되었다. 10년 뒤에 하르키우 챔피언십을 우승하여, 다음 시즌의 USSR컵에 진출하였다. 제2차 세계 대전 이후, 메탈리스트 하르키우는 지역 대회에서부터 다시 시작하여 1947년에는 소비에트 2부 리그 B (4부리그)로 승격했으나 세 시즌만에 강등당하였다.
1956년에 다시 소비에트 2부 리그 B로 승격하여 4년 후에 소비에트 2부 리그로 승격하였다. 1978년에는 소비에트 1부 리그로 승격하였다. 2년 후에는 리그 3위를 기록하여 아깝게 승격의 기회를 놓쳤다. 다음 시즌에 소비에트 1부 리그 우승을 차지하며 구소련 최고 리그였던 소비에트 탑 리그로 승격하였다. 우크라이나가 독립할 때까지 10년간 소비에트 탑 리그에서 플레이하였으며, 1983년에는 USSR컵 준우승, 1988년에는 USSR컵 우승을 차지하여 다음 시즌의 UEFA 컵 위너스컵에 나가게 되어, 16강까지 올라갔다.

### 우크라이나
소비에트 연방이 무너지고, 우크라이나가 1992년에 독립하면서 이에 따라 메탈리스트 하르키우는 우크라이나 프리미어리그에 참가하게 되었다. 첫 시즌인 1992년에 컵 대회 준우승을 하였고, 이 때부터 지금까지 메탈리스트 하르키우는 리그나 컵에서 우승한 기록이 없다. 1993-94시즌엔 18위를 기록하며 강등되었고, 1998-99시즌부터 다시 프리미어리그에 참가하였다. 그 후, 1999-00시즌과 2001-02시즌에 5위를 기록하였으나, 다음 시즌인 2002-03시즌에 다시 강등되었다가 한시즌만에 승격하여 2004-05시즌부터 현재까지 프리미어리그에 참여하고 있다. 2005-06시즌에 다시 5위를 기록하고, 다음 시즌인 2006-07시즌엔 처음으로 3위를 기록하여 UEFA컵 2007-08시즌에 진출하였다. 현 시즌인 2008-09시즌 역시 3위를 달성하였다.
그러나 유로마이단 이후 구단주가 잠적하면서 팀은 재정난을 맞았고, 결국 2016년을 끝으로 해체되었다. 이후 이 팀을 대신하여 SK 메탈리스트 하르키우와 FC 메탈리스트 1925 하르키우가 창단되었다.

## 역대 성적

#### 소비에트 연방
- USSR 컵

우승 (1회) : 1988
준우승 (1회) : 1983
- USSR 슈퍼컵

준우승 (1회) : 1988
- USSR 연맹컵

준우승 (1회) : 1987
- 우크라이나 SSR 챔피언십

우승 (1회) : 1978
준우승 (2회) : 1974, 1976

#### 유럽 대회
- UEFA 컵 위너스컵 (1회)

16강 : 1988-89
- UEFA컵 (1회 - 2007-08 (1회전))